# Aporophyla distincta
Aporophyla distincta är en fjärilsart som beskrevs av Ronkay 1985. Aporophyla distincta ingår i släktet Aporophyla och familjen nattflyn. Inga underarter finns listade i Catalogue of Life.